# Depressa atrata
Depressa atrata är en tvåvingeart som beskrevs av Malloch 1926. Depressa atrata ingår i släktet Depressa och familjen lövflugor. Inga underarter finns listade i Catalogue of Life.